# Ferrovia Brennan

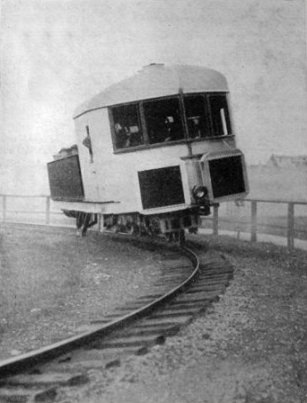
Monorotaia Brennan

La ferrovia Brennan fu un tipo di monorotaia, inventata all'inizio del XX secolo da Mr. Louis Brennan, in cui i veicoli stabilizzati attivamente mediante giroscopi, si spostavano su una singola rotaia Vignoles mediante ruote a doppia flangia.
Venne realizzato nel 1910 un modello in misura ridotta come anche un modello dimostrativo di dimensioni reali a Whitecity (Londra). Vi è stato anche un tentativo di introdurre in Germania questo tipo di trasporto su rotaia, per il quale si impegnarono il noto editore berlinese August Scherl e il consigliere federale del circondario degli Alti Tauni, il cavaliere von Marx. Il progetto monorotaia alle pendici dei Tauni tuttavia fu interrotto ancora prima di una decisione e ulteriori progetti non ve ne furono.
Bernhard Kellermann immortalò una tale ferrovia nel suo romanzo fantascientifico Il tunnel sotto l'oceano (Der Tunnel) del 1913.